# Campbeltown (Schiff, 1919)
HMS Campbeltown (Kennung: I42) war ein Zerstörer der Royal Navy und das erste Schiff, das diesen Namen trug. Sie gehörte zur amerikanischen Wickes-Klasse und war im Rahmen des Zerstörer-für-Stützpunkte-Abkommens im Herbst 1940 an die Royal Navy gekommen. Die 50 Zerstörer, die die Royal Navy und die Royal Canadian Navy durch dieses Abkommen erhielten, bildeten dort die Town-Klasse. Von Januar bis September 1941 vorübergehend von der Königlich Niederländischen Marine genutzt, kam die Campbeltown im September wieder zurück zur Royal Navy und wurde wieder zur Konvoi-Sicherung nach Westafrika eingesetzt.
Ab Januar 1942 erfolgte in Devonport der Umbau für den Einsatz in der Operation Chariot.
Im Rahmen dieses Kommando-Unternehmens wurde das Schiff am 29. März 1942 in St. Nazaire gezielt als fahrender Sprengsatz gegen das dortige Trockendock geopfert.

## Geschichte
Der Zerstörer wurde für die United States Navy am 29. Juni 1918 bei der Werft Bath Iron Works auf Kiel gelegt und lief bereits am 2. Januar 1919 als Buchanan (Kennung: DD-131) vom Stapel. Namensgeber war der US-amerikanische Konteradmiral Franklin Buchanan. Erster Kommandant des Zerstörers bei seiner Indienststellung am 20. Januar 1919 wurde Lieutenant H. H. J. Bensen. Die Buchanan meldete sich zum ersten Einsatz beim Commander der Destroyer Force in Guantánamo Bay, Kuba, und wurde zeitweilig zur „Destroyer Squadron 2“ (2. Zerstörergeschwader) abgestellt, bis sie im Juli 1919 zur „Destroyer Flotilla 4“ der Pazifikflotte verlegt wurde.
Vom 7. Juni 1922 bis zum 10. April 1930 war das Schiff in San Diego stillgelegt.

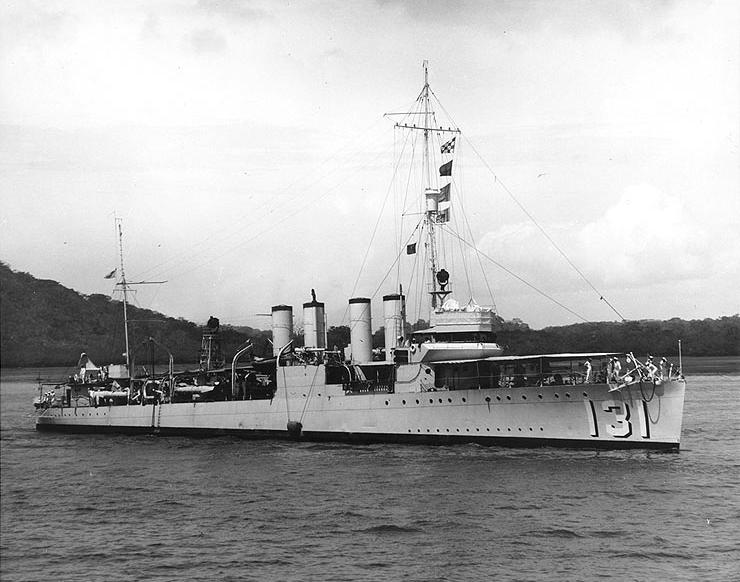
Buchanan vor Balboa 1936

Danach wurde die Buchanan der „Destroyer Division 10“ (10. Zerstörerdivision) zugeteilt und operierte an der amerikanischen Westküste, wo sie Routineaufgaben wahrnahm. In dieser Zeit wurde sie von Theodore E. Chandler kommandiert, der später zum Admiral aufstieg und im Zweiten Weltkrieg in den Kämpfen im Südpazifik im Januar 1945 fiel. Im Sommer 1934 unternahm das Schiff mit Angehörigen des „Reserve Officer Training Corps“ (ROTC) eine Fahrt nach Alaska und wurde danach in verminderte Einsatzbereitschaft (reduced commission) gesetzt. In dieser Zeit unterstand sie der „Rotating Reserve Destroyer Squadron 20“ in San Diego.
Nach der Wiedereinsetzung in den regulären Dienst wurde die Buchanan im Dezember 1934 der „Destroyer Division 5“ der Schlachtflotte zugeteilt. Am 9. April 1937 wurde sie erneut außer Dienst gestellt.
Der Kriegsausbruch in Europa führte jedoch am 30. September 1939 zur erneuten Aktivierung des Zerstörers, der der „Division 65, Destroyer Squadron 32“ (Atlantikgeschwader) überstellt wurde. Von Dezember 1939 bis 22. Februar 1940 operierte der Zerstörer mit der Neutralitätspatrouille und dem „Antilles Detachment“ im Golf von Mexiko vor Galveston und später vor Key West und in der Floridastraße.

## Übergabe an die Royal Navy
Am 2. September 1940 lief die Buchanan im Boston Navy Yard ein, um dann von dort nach Halifax in Kanada zu verlegen. Dort wurde sie am 9. September 1940 letztmals außer Dienst gestellt und im Rahmen des Zerstörer-für-Stützpunkte-Abkommen an die Royal Navy übergeben und erhielt dort ihren neuen Namen Campbeltown. In der Royal Navy wurde das Schiff der so genannten Town-Klasse beigeordnet.
Nach der Ankunft in der HMNB Devonport am 29. September 1940 wurde die Campbeltown der 7th Escort Group (7. Geleitgruppe) des „Western Approaches Command“ in Liverpool zugewiesen. Im Januar 1941 wurde sie vorübergehend der Königlich Niederländischen Marine überlassen, kam jedoch im September des gleichen Jahres wieder zurück. Zwischen September 1941 und März 1942 fuhr sie im Geleitzugdienst auf dem Atlantik. Hierbei kam es mehrfach zu Feindberührung mit deutschen Unterseebooten und Flugzeugen. Sie erlitt jedoch keine Beschädigungen und auch keine Personalverluste. Am 15. September 1941 nahm sie die Überlebenden des von einem deutschen Flugzeug versenkten norwegischen Motortankers Vinga auf.

## Kommandounternehmen gegen St. Nazaire

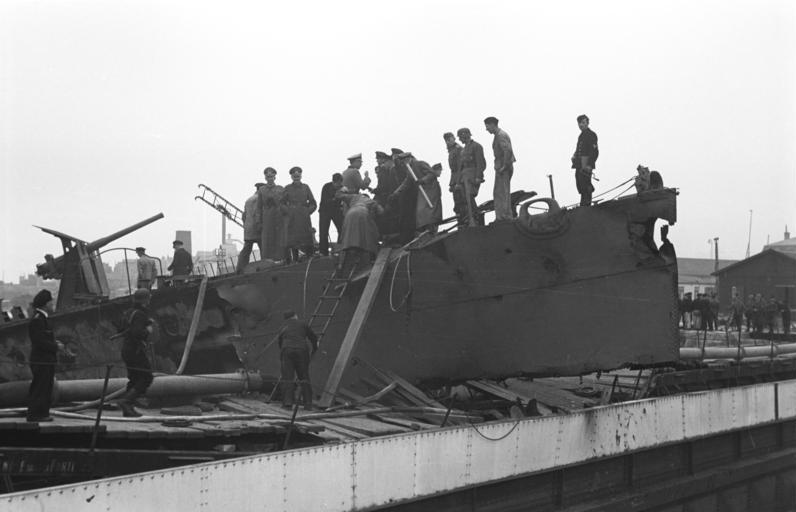
Deutsche Soldaten an Bord der Campbeltown kurz vor der Explosion

Im Jahre 1942 lag das deutsche Schlachtschiff Tirpitz in einem Fjord bei Trondheim vor Anker, wo es eine schwere Bedrohung für die alliierten Atlantikkonvois darstellte. Sollte das Operationsgebiet des Schiffes tatsächlich einmal in den Mittelatlantik verlegt werden, so würde das Trockendock der Normandie in Saint-Nazaire die einzige Möglichkeit darstellen, größere Reparaturen durchzuführen. Würde man dieses Dock außer Funktion setzen, so war absehbar, dass eine Verlegung der Tirpitz in die bedrohten Gewässer nicht stattfinden könnte.
Es wurde daher entschieden, das Dock durch ein Kommandounternehmen, Operation Chariot, auszuschalten. Dazu wurde die veraltete Campbeltown durch kosmetische Veränderungen so weit als möglich dem Aussehen eines deutschen Torpedobootes der Raubvogel-Klasse angepasst und die Bugsektion mit einer Anzahl Wasserbomben im Gesamtgewicht von etwa 4 Tonnen vollgepackt. Originale deutsche Erkennungssignale verwendend, näherte sich der Verband in der Nacht bis auf etwa einen Kilometer dem Hafen, bevor das Manöver von den deutschen Wachen durchschaut und das Feuer eröffnet wurde. Die Campbeltown als das größte Schiff der Angreifer zog dabei das meiste Feuer auf sich. Ihre Bewaffnung bestand nur noch aus einer 76-mm-Kanone auf dem Vordeck sowie mehreren 20-mm-Flugabwehrkanonen. Um 1:34 Uhr am 28. März 1942 (nur vier Minuten später als im Plan vorgesehen) rammte die Campbeltown das Schleusentor. Die Besatzung und Kommandosoldaten booteten aus und begannen unter schwerem Abwehrfeuer die Mechanik des Tores zu zerstören. Letztendlich wurden 169 der 611 englischen Soldaten getötet (64 Kommandosoldaten und 105 Matrosen). 215 Soldaten wurden gefangen genommen, weitere 222 konnten mit den wartenden Motorbooten entkommen. Zwei der Gefangenen konnten fliehen und sich über Spanien nach Gibraltar durchschlagen. Der Zeitzünder im Bug der Campbeltown detonierte im Laufe des Tages und riss 250 deutsche Soldaten und französische Zivilarbeiter in den Tod. Der Bug des Schiffes wurde zerrissen und das Schleusentor nach innen gedrückt. Dadurch wurden die Reste der Campbeltown in das Becken gespült. Eine Reparatur des Docks war erst im Jahre 1947 möglich.

## Die Schiffsglocke
Die Schiffsglocke war an die Stadt Campbelltown (Pennsylvania) in Pennsylvania übergeben worden, als Zeichen der Dankbarkeit den Vereinigten Staaten gegenüber für das Lend-Lease-Programm. Diese überließ sie bei ihrer Indienststellung im Jahre 1989 leihweise der britischen Fregatte Campbeltown, wo sie bleiben sollte, solange das Schiff im Dienst stand.

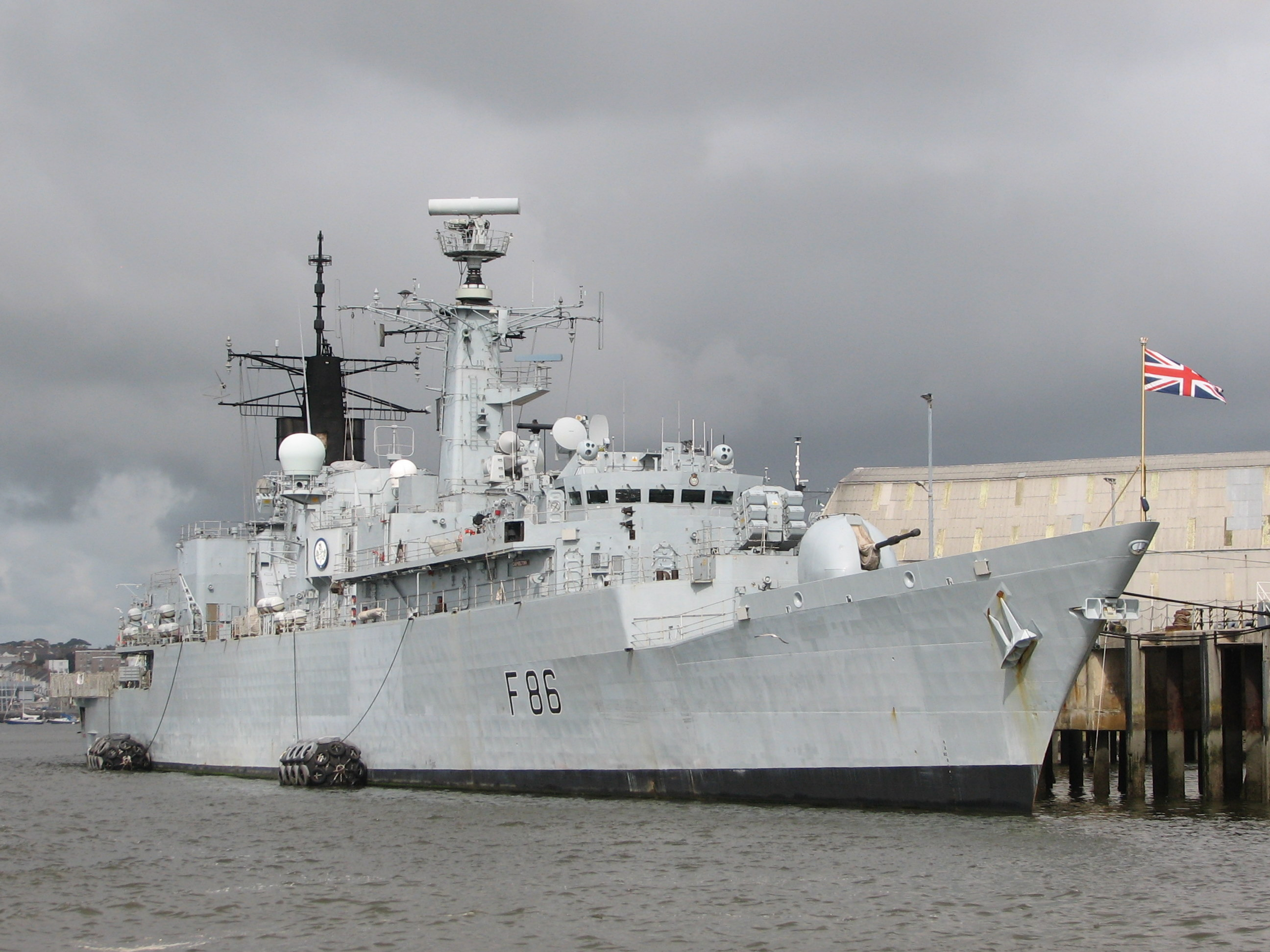
HMS Campbeltown (F86) in Devonport 2008

2013 wurde HMS Campbeltown (F86), eine Fregatte vom Typ 22, zum Abbruch verkauft. Die Schiffsglocke der alten Campbeltown wurde durch die Royal Navy und Abgesandte von Campbeltown in Schottland wieder an Campbelltown in Pennsylvania übergeben.

## Filmthema
Die Geschichte als Campbeltown wurde 1952 in dem Film „Ein Fressen für die Fische“ weitläufig thematisiert, ebenso in dem Film „Sturm auf die eiserne Küste“ von 1968.
1969 wurde innerhalb der Fernsehserie Spione, Agenten, Soldaten – Geheime Kommandos im Zweiten Weltkrieg (Hessischer Rundfunk, Redaktion Janusz Piekałkiewicz) die Episode HMS CAMPBELLTOWN´S letzte Fahrt ausgestrahlt.